# Acido polisialico O-acetiltransferasi
La acido polisialico O-acetiltransferasi è un enzima appartenente alla classe delle transferasi, che catalizza la seguente reazione:
acetil-CoA + un polimero di acido sialico α-2,8-legato ⇄ CoA + acido polisialico acetilato sul O-7 o O-9
Agisce solo su substrati contenenti più di 14 residui sialosilici. Catalizza la modificazione dei polisaccaridi della capsula in alcuni ceppi di Escherichia coli. 